# Station Ockley
Ockley is een spoorwegstation van National Rail in Ockley, Mole Valley in Engeland. Het station is eigendom van Network Rail en wordt beheerd door Southern. Het station is geopend in 1867.